# Садовка (Ульяновская область)
Садовка — посёлок в Старомайнском районе Ульяновской области России. Входит в состав Краснореченского сельского поселения.

## География
Посёлок находится в северной части Левобережья, в лесостепной зоне, в пределах Низкого Заволжья, на левом берегу реки Майны (южном берегу Старомайнского залива Куйбышевского водохранилища) в 5 км к северо-западу от села Красная Река и в 7 км к востоку от посёлка городского типа Старая Майна. Абсолютная высота — 55 метров над уровнем моря.
Климат
Климат характеризуется как умеренно континентальный, с тёплым летом и умеренно холодной снежной зимой. Средняя температура воздуха самого тёплого месяца (июля) — 20 °C (абсолютный максимум — 39 °C); самого холодного (января) — −13,8 °C (абсолютный минимум — −47 °C). Продолжительность безморозного периода составляет в среднем 131 день. Среднегодовое количество атмосферных осадков составляет 406 мм. Снежный покров образуется в конце ноября и держится в течение 145 дней.
Часовой пояс
Посёлок Садовка, как и вся Ульяновская область, находится в часовой зоне МСК+1. Смещение применяемого времени относительно UTC составляет +4:00.

## Название
Посёлок Садовка назван по барскому саду помещиков Пешковых.

## История
До основания посёлка здесь располагалась усадьба Старомайнского помещика Н. И. Пешкова. 9 июля 1918 года земля Пешковых перешла во временное пользование краснореченским крестьянам.
Посёлок основан Красноречинцами во времена НЭПа. 11 февраля 1925 года было закончено образование посёлка. 28 июня 1928 года в поселке образовалось машинное товарищество «Садовка».
В 1930 году была образована артель и существовала до 1951 года.
В 1931—1934 гг. — с/х артель «Садовка» (колхоз) Краснореченского сельского Совета с. Садовка Чердаклинского района Средневолжского края.
С 1935 г. — с/х артель «Садовка» (колхоз) Краснореченского сельского Совета с. Садовка Старомайнского района Куйбышевского края.
В 1936—1943 гг. — с/х артель «Садовка» (колхоз) Краснореченского сельского Совета с. Садовка Старомайнского района Куйбышевской области.
С 1943 г. — колхоз «Садовка» Краснореченского сельского Совета с. Садовка Старомайнского района Ульяновской области.
Во время Великой Отечественной войны из Садовки погибло 9 человек.
В феврале 1951 года колхоз «Садовка» присоединился к колхозу имени Чапаева (Красная Река).
В 1965 году в поселке было: начальная школа, клуб, магазин, медпункт, ясли.

## Население
| 2010 | 2013 |
| ---- | ---- |
| 30   | ↘17  |

На 1925 год в посёлке в 38 домах жило 200 едоков.
В 1959 году в Садовке 158 жителей.
К 1979 году здесь уже 87 жителей.
В 1999 году здесь в 13 хозяйствах 21 житель.
Национальный состав
Согласно результатам переписи 2002 года, в национальной структуре населения русские составляли 91 % из 43 чел.